# 12 janvier en sport
12 décembre 12 février
Chronologies thématiques
- Croisades
- Ferroviaires
- Disney

Le 12 janvier (12e jour de l'année) en sport.

## Événements

### XIXesiècle
- 1864 :
  - (Cricket) : Fondation, lors d'une réunion à Manchester, du Lancashire County Cricket Club, équipe de Cricket du Comté du Lancashire.
- 1884 :  
  - (Rugby à XV /Tournoi britannique) : lors du deuxième match du tournoi, l'Écosse s'impose à Rodney Parade (Newport) chez les Gallois sur le score de 1 à 0. Les Écossais marquent un essai par Thomas Ainslie et un drop par Augustus Grant-Asher[1].
- 1897 : 
  - (Hockey sur glace) : Championnats d’Europe de patinage de vitesse à Amsterdam.

### XXesièclede1901à1950
- 1904 :
  - (Automobile) : à Lake St. Clair, (États-Unis), Henry Ford établit un nouveau record de vitesse terrestre : 147,05 km/h.
- 1907 : 
  - (Rugby à XV /tournoi britannique) : ouverture du tournoi britannique 1907 par une victoire à Swansea du pays de Galles sur l'Angleterre, 22-0.
- 1910 : 
  - (Hockey sur glace) : clôture du Championnat d'Europe de hockey sur glace 1910 sacrant la Grande-Bretagne.

### XXesièclede1951à2000
- 1952 :
  - (Rugby à XV /Tournoi des Cinq Nations) : ouverture de l'édition 1952 par une victoire à Édimbourg de la France sur l'Écosse, 13 à 11.
- 1957 : 
  - (Rugby à XV /Tournoi des Cinq Nations) : ouverture de l'édition 1957 par une victoire à Paris de l'Écosse sur la France, 6 à 0.
- 1963 :
  - (Rugby à XV /Tournoi des cinq nations) : ouverture de l'édition 1963 par une victoire à Paris de l'Écosse sur la France, 11 à 6.
- 1968 : 
  - (Football) : ouverture de la Coupe d'Afrique des nations de football 1968.
- 1969 : 
  - (Football américain) : les New York Jets enlèvent le Super Bowl III à l'issue de la saison NFL 1969.
- 1975  :
  - (Football américain) : les Pittsburgh Steelers enlèvent le Super Bowl IX à l'issue de la saison NFL 1974.
  - (Formule 1) : le Brésilien Emerson Fittipaldi gagne le Grand Prix automobile d'Argentine 1975.
- 1998 :
  - (Football) : le Real Madrid est désigné par la FIFA meilleur club de l'histoire.

### XXIesiècle
- 2015 : 
  - (Football) : le 59e Ballon d'or est décerné pour la 3e fois à Cristiano Ronaldo.
- 2018 : 
  - (Handball /Euro masculin) : début de la 18e édition du Championnat d'Europe de handball masculin qui se déroule en Croatie, dans les villes de Zagreb, Split, Varaždin et Poreč jusqu'au 28 janvier 2018.
- 2020 :
  - (Compétition automobile /Rallye-raid) : le Rallye Dakar est endeuillé. Le motard Paulo Gonçalves, 40 ans, est mort lors de la 7e étape après avoir chuté lourdement. Il disputait son treizième Dakar[2]. La 8e étape est annulée pour les motos et les quads[3].
- 2025 :
  - (Tennis /tournoi de Grand Chelem) : début de la 113e édition de l'Open d'Australie qui se déroule jusqu'au 26 janvier 2025 à Melbourne.

## Naissances

### XIXesiècle
- 1860 : 
  - Louis Dutfoy, tireur français. Médaillé d'argent du 50m pistolet d'ordonnance, par équipes aux Jeux de Paris 1900. († 7 août 1904).
- 1873 : 
  - Spyridon Louis, athlète de fond grec. Champion olympique du premier marathon olympique des Jeux d'Athènes 1896. († 26 mars 1940).
- 1874 : 
  - James Juvenal, rameur américain. Champion olympique du huit aux Jeux de Paris 1900 puis médaillé d'argent du skiff aux Jeux de Saint-Louis 1904. († 1er septembre 1942).
- 1875 : 
  - Alfred Dunlop, joueur de tennis américain. († 7 avril 1933).
- 1876 :
  - William Paats, professeur d'éducation physique et dirigeant de football néerlandais. Fondateur du Club Olimpia. Membre du APF. († 28 août 1946).
- 1879 : 
  - Ray Harroun, pilote de courses automobile américain. Vainqueur des 500 miles d'Indianapolis 1911. († 19 janvier 1968).
- 1882 : 
  - André Puget, footballeur français. (1 sélection en équipe de France). († 9 mai 1915).
- 1888 : 
  - Fritz Kachler, patineur artistique individuel autrichien. Champion du monde de patinage artistique 1912, 1913 et 1923. Champion d'Europe de patinage artistique 1914 et 1924. († 14 mai 1973).
- 1889 :
  - Victor Denis, footballeur français. (1 sélection en équipe de France). († 3 mars 1972).
- 1894 : 
  - Georges Carpentier, boxeur français. Champion du monde des mi-lourd du 12 octobre 1920 au 24 septembre 1922. († 28 octobre 1975).

### XXesièclede1901à1950
- 1914 :
  - Émile Rummelhardt, footballeur puis entraîneur français. († 15 janvier 1978).
- 1917 :
  - Jimmy Skinner, hockeyeur sur glace puis entraîneur et dirigeant canadien. († 11 juillet 2007).
- 1924 :
  - Olivier Gendebien, pilote de F1 et de courses automobile d'endurance belge. Vainqueur des 24 Heures du Mans 1958, 1960, 1961 et 1962. († 2 octobre 1998).
- 1930 :
  - Tim Horton, hockeyeur sur glace puis homme d'affaires canadien. († 21 février 1974).
- 1931 :
  - Pierre Monneret, pilote de vitesse moto français. (2 victoires en Grand Prix). († 27 février 2010).
- 1935 :
  - Jean-Claude Sauzier, sportif multidisciplinaire mauricien. († 1er octobre 2014).
- 1940 :
  - Bob Hewitt, joueur de tennis australien puis sud-africain. Vainqueur de la Coupe Davis 1974.
- 1941 :
  - Christoph Höhne, athlète de marches allemand. Champion olympique du 50 km aux jeux de Munich 1972. Champion d'Europe d'athlétisme du 50 km 1969 et 1974.
- 1943 :
  - Yojiro Uetake, lutteur de libre japonais. Champion olympique des -57kg aux Jeux de Tokyo 1964 et aux jeux de Mexico 1968.
- 1944 :
  - Joe Frazier, boxeur américain. Champion olympique des poids lourds aux Jeux de Tokyo 1964. Champion du monde poids lourds du 16 février 1970 au 22 janvier 1973. († 7 novembre 2011).
- 1948 :
  - Brendan Foster, athlète de fond et de demi-fond britannique. Médaillé de bronze du 5 000m aux jeux de Montréal 1976. Champion d'Europe d'athlétisme du 5 000m 1974.
- 1950 :
  - Patrice Dominguez, joueur de tennis puis entraîneur et consultant TV français. Capitaine de l'Équipe de France de Coupe Davis en 1990. († 12 avril 2015).

### XXesièclede1951à2000
- 1952 :
  - Mark Allen, triathlète américain. Champion du monde de triathlon 1989.
  - John Walker, athlète de demi-fond néo-zélandais. Champion olympique du 1 500 m aux Jeux de Montréal 1976.
- 1956 :
  - Vincent Lavenu, cycliste sur route puis directeur sportif français.
- 1958 :
  - Mark Allen, tri-athlète américain. Champion du monde de triathlon 1989.
  - Jean-Aimé Toupane, basketteur puis entraîneur franco-sénégalais.
- 1960 :
  - Guido Bontempi, cycliste sur route italien. Vainqueur de Gand-Wevelgem 1984 et 1986.
  - Dominique Wilkins, basketteur américain. Champion du monde de basket-ball 1994. Vainqueur de l'Euroligue 1996. (8 sélections en équipe des États-Unis).
- 1961 :
  - Casey Candaele, joueur de baseball américain.
- 1962 :
  - Gaëtan Huard, footballeur français.
  - Emanuele Pirro, pilote de F1 et de courses automobile d'endurance italien. Vainqueur des 24 Heures du Mans 2000, 2001, 2002, 2006 et 2007.
- 1964 :
  - Valdo, footballeur brésilien. Médaillé d'argent des Jeux de Séoul 1988. Vainqueur de la Copa América 1989. (65 sélections en équipe du Brésil).
- 1968 :
  - Mauro Silva, footballeur brésilien. Champion du monde de football 1994. Vainqueur de la Copa América 1997. (59 sélections en équipe du Brésil).
- 1971 :
  - Scott Burrell, basketteur puis entraîneur américain.
- 1974 : 
  - Séverine Vandenhende, judokate française. Championne olympique aux Jeux de Sydney 2000. Championne du monde en 1997.
- 1975 :
  - Michael Judge, joueur de snooker irlandais.
  - Jocelyn Thibault, hockeyeur sur glace canadien.
- 1978 :
  - Luis Ayala, joueur de baseball mexicain.
- 1979 :
  - Roland Haldi, snowboardeur suisse.
  - Marian Hossa, hockeyeur sur glace slovaque.
  - Andre Hutson, basketteur américain.
  - Julien Kapek, athlète de triple saut français.
  - Romain Maillard, athlète de trial français.
  - Gema Pascual, cycliste sur piste et sur route espagnole.
  - Jenny Schmidgall-Potter, hockeyeuse sur glace américaine. Championne olympique aux Jeux de Nagano 1998, médaillé d'argent aux Jeux de Salt lake City 2002, de bronze aux Jeux de Turin 2006 puis d'argent aux Jeux de Vancouver 2010. Championne du monde féminin de hockey sur glace 2005, 2008, 2009 et 2011.
  - David Zabriskie, cycliste sur route américain.
- 1980 :
  - Maurie Fa'asavalu, joueur de rugby à XIII et de rugby à XV samoan et anglais. (28 sélections avec l'Équipe des Samoa de rugby à XV et 4 avec l'Équipe d'Angleterre de rugby à XIII).
  - Akiko Morigami, joueuse de tennis japonaise.
- 1981 :
  - Niklas Kronwall, hockeyeur sur glace suédois. Champion olympique aux Jeux de Turin 2006 puis médaillé d'argent aux Jeux de Sotchi 2014. Champion du monde de hockey sur glace 2006.
- 1982 :
  - Paul-Henri Mathieu, joueur de tennis français. capitaine de l'Équipe de France de Coupe Davis depuis 2023.
  - Grégory Lamboley, joueur de rugby à XV français. Vainqueur des Coupe d'Europe de rugby 2003, 2005 et 2010. (14 sélections en équipe de France).
- 1983 :
  - Stylianí Kaltsídou, basketteuse grecque. (55 sélections en équipe de Grèce).
- 1984 :
  - Naby-Moussa Yattara, footballeur guinéen. (51 sélections en équipe de Guinée).
  - Oribe Peralta, footballeur mexicain. Champion olympique aux Jeux de Londres 2012. Vainqueur des Ligue des champions de la CONCACAF 2015 et 2016. (67 sélections en équipe du Mexique).
- 1985 :
  - Aaron Brooks, basketteur américain.
  - Artem Milevskyi, footballeur ukrainien. (50 sélections en équipe d'Ukraine).
- 1986 :
  - Biljana Filipović, handballeuse serbe. Victorieuse de la Coupe Challenge de handball féminin 2007. (50 sélections en équipe de Serbie).
- 1987 :
  - Marion Limal, handballeuse française. Médaillée d'argent aux Mondiaux de handball féminin 2009 et 2011. (47 sélections en équipe de France).
  - Hamady N'Diaye, basketteur sénégalais. (21 sélections en équipe du Sénégal).
  - Salvatore Sirigu, footballeur italien. (22 sélections en équipe d'Italie).
  - Ahmed Yahiaoui, footballeur franco-algérien.
  - Rémy Sergio, footballeur français.
- 1988 :
  - Claude Giroux, hockeyeur sur glace canadien. Champion du monde de hockey sur glace 2015.
  - Karim El Hany, footballeur franco-marocain.
  - Anaïs Michel, haltérophile française. Médaillée de bronze des -48kg aux CE d'Haltérophilie 2013, championne d'Europe d'haltérophilie des -48 kg 2017 puis médaillée d'argent à ceux de 2018.
- 1989 :
  - James Justice, basketteur américain.
  - Axel Witsel, footballeur belge. (132 sélections en équipe de Belgique).
- 1990 :
  - Jérémy Cordoval, footballeur français.
- 1991 :
  - Rababe Arafi, athlète de demi-fond marocaine. Championne d'Afrique d'athlétisme du 1 500m 2012.
- 1992 :
  - Myck Kabongo, basketteur canado-congolais. (4 sélections avec l'équipe de République démocratique du Congo).
  - Iivo Niskanen, fondeur finlandais. Champion olympique du sprint par équipes aux Jeux de Sotchi 2014, du 50km départ en ligne aux Jeux de Pyeongchang 2018 puis du 15 km classique, médaillé d'argent du sprint par équipes et de bronze du 30km skiathlon aux Jeux de Pékin 2022. Champion du monde de ski de fond du 15 km classique 2017.
- 1993 :
  - Jamel Artis, basketteur américain.
  - Maxime Lucu, joueur de rugby à XV français. Vainqueur du Grand Chelem 2022. (24 sélections en équipe de France).
- 1994 :
  - Erik Baška, cycliste sur route slovaque.
  - Emre Can, footballeur germano-turc. Vainqueur de la Ligue des champions 2013. (48 sélections avec l'équipe d'Allemagne).
- 1995 :
  - Youssoupha Fall, basketteur franco-sénégalais.
  - Žofia Hruščáková, basketteuse slovaque. 18 sélections en équipe de Slovaquie).
  - Alexandre Karolak, basketteur français.
  - Alessio Romagnoli, footballeur italien. (13 sélections en équipe d'Italie).
  - Maverick Viñales, pilote de vitesse moto espagnol. Champion du monde de vitesse moto 250cm³ 2013. (26 victoires en Grand Prix).
- 1996 :
  - Bonzie Colson, basketteur américain.
- 1997 :
  - Jerdy Schouten, footballeur néerlandais. (13 sélections en équipe des Pays-Bas).
- 1998 :
  - Juan Foyth, footballeur pologno-argentin. Champion du monde de football 2022. Vainqueur de la Ligue Europa 2021. (18 sélections avec l'équipe d'Argentine).
- 1999 :
  - Manu Morlanes, footballeur espagnol.
- 2000 :
  - Sven Botman, footballeur néerlandais.
  - Batista Mendy, footballeur français.

### XXIesiècle
- 2002 :
  - Harrison Burrows, footballeur anglais.
  - Nicolas Pignatel Jenssen, footballeur norvégien.
  - Tijs Velthuis, footballeur néerlandais.
  - Bertuğ Yildirim, footballeur turc. (5 sélections en équipe de Turquie).
- 2004 :
  - Ben Chrisene, footballeur anglais.

## Décès

### XXesièclede1901à1950
- 1924 : 
  - Alexis Lapointe, 63 ans, athlète canadien. (° 4 juin 1860).
- 1941 : 
  - Edu Snethlage, 54 ans, footballeur néerlandais. Médaillé de bronze aux Jeux de Londres 1908. (11 sélections en équipe des Pays-Bas). (° 9 mai 1886).
- 1944 : 
  - Juliette Atkinson, 70 ans, joueuse de tennis américaine. Victorieuse des US Open 1895, 1897 et 1898. (° 15 avril 1873).
- 1950 : 
  - Pedro Calomino, 57 ans, footballeur argentin. Vainqueur de la Copa América 1921. (38 sélections en équipe d'Argentine). (° 13 mars 1892).

### XXesièclede1951à2000
- 1966 :
  - John Hunter, 87 ans, footballeur écossais. (1 sélection en équipe d'Écosse). (° 6 avril 1878).
- 1988 : 
  - Piero Taruffi, 81 ans, pilote de vitesse moto puis pilote de F1 italien. (1 victoire en Grand Prix de F1). (° 12 octobre 1906).
- 1998 :
  - Roger Clark, 58 ans, pilote de rallyes britannique. (° 5 août 1939).
- 1999 : 
  - Doug Wickenheiser, 37 ans, hockeyeur sur glace canadien. (° 30 mars 1961).

### XXIesiècle
- 2003 : 
  - Michel Frutoso, 88 ans, footballeur français. (1 sélection en équipe de France). (° 21 mars 1914).
- 2009 : 
  - Friaça, 84 ans, footballeur brésilien. (12 sélections en équipe du Brésil). (° 20 octobre 1924).
- 2011 : 
  - Clemar Bucci, 90 ans, pilote de courses automobile argentin. (° 4 septembre 1920).
- 2017 : 
  - Faig Jabbarov, 44 ans, footballeur azéri. (21 sélections en équipe d'Azerbaïdjan). (° 26 juin 1972).
  - Max Payne, 76 ans, pilote de courses automobile britannique. (° 11 septembre 1940).
  - Graham Taylor, 72 ans, footballeur puis entraîneur anglais. (° 15 septembre 1944).
- 2020 : 
  - Paulo Gonçalves, 40 ans, pilote de rallye-raid et de motocross portugais. Champion du monde des rallyes-raids 2013. (° 5 février 1979).
- 2023 : 
  - Henri De Wolf, 86 ans, cycliste sur route belge. (° 17 août 1936).